# Gerald Strickland
Pour les articles homonymes, voir Strickland.
Gerald Strickland (24 mai 1861 – 22 août 1940), 1er baron Strickland (Royaume-Uni) et 6e comte de Catena (Malte), est un homme politique maltais et britannique qui sert comme premier ministre de Malte, gouverneur des îles sous le Vent, gouverneur de Tasmanie, gouverneur d'Australie-Occidentale et gouverneur de Nouvelle-Galles du Sud.

## Biographie
Strickland est né à La Valette. Il est fils de l'officier de marine Walter Strickland et de Louisa Mompalao Bonnici, la nièce d'un comte maltais de qui il récupère plus tard le titre de comte de Catena. En 1890 il épouse Lady Edeline Sackville-West (1870-1918), fille du 7e comte De La Warr.
Il est mort dans sa résidence de la Villa Bologne et est enterré dans la crypte familiale de la cathédrale de Saint-Paul, à Mdina.